# Partit d'Alenka Bratušek
 El Partit d'Alenka Bratušek (en eslovè Stranka Alenke Bratušek, SAB) va ser un partit polític socioliberal d'Eslovènia. Nascut al 2014 com a escissió d'Eslovènia Positiva, després de perdre tota la seva representació va optar per dissoldre's i fusionar-se en el nou Moviment Llibertat.

## Història
El partit es va fundar el 31 de maig de 2014 com a Aliança d'Alenka Bratušek (Zavezništvo Alenke Bratušek, ZaAB), després d'una crisi interna a Eslovènia Positiva que provocaria la seva marxa i la de diversos diputats o quadres. A les eleccions legislatives del mateix any, ZaAB va obtenir el 4,34% dels vots i quatre escons, passant a l'oposició. Durant la legislatura van modificar el nom a Aliança de Demòcrates Socioliberals (Zavezništvo socialno-liberalnih demokratov) i de nou a Partit d'Alenka Bratušek, per segons ells millorar el reconeixement del nom de cara a les següents eleccions.
En aquestes, es va mantenir en el 5,11% dels vots i cinc escons. El 13 de setembre de 2018 el partit es va convertir en soci de coalició al govern de Šarec, un gabinet format per la Llista de Marjan Šarec, els Socialdemòcrates, el Partit del Centre Modern i el Partit Democràtic dels Pensionistes. Un cop va caure el govern, SAB va decidir no entrar en el nou govern de Janez Janša, passant a l'oposició durant la resta de la legislatura.
A les eleccions de 2022, el partit va perdre tota la seva representació amb només un 2,61% dels vots. Posteriorment, els membres del partit van votar el juny de 2022 per dissoldre SAB i fusionar-se amb el Moviment Llibertat, el nou partit socioliberal de Robert Golob que lideraria el govern després de les eleccions generals de 2022. El Moviment va votar a favor de la fusió el 27 de juny, amb la fusió oficial completada el 12 de juliol.

## Resultats electorals

### Assemblea Nacional
| Any  | Líder           | Vots   | %         | Escons | +/– | Govern             |
| ---- | --------------- | ------ | --------- | ------ | --- | ------------------ |
| 2014 | Alenka Bratušek | 38,293 | 4.38 (#7) | 4 / 90 | Nou | Oposició           |
| 2018 | Alenka Bratušek | 45,492 | 5.11 (#7) | 5 / 90 | 1   | Coalició (2018–20) |
| 2018 | Alenka Bratušek | 45,492 | 5.11 (#7) | 5 / 90 | 1   | Oposició (2020–22) |
| 2022 | Alenka Bratušek | 31,117 | 2.61 (#9) | 0 / 90 | 5   | Extraparlamentari  |

### Parlament Europeu
| Any  | Líder           | Vots   | %       | Pos. | Escons | +/– |
| ---- | --------------- | ------ | ------- | ---- | ------ | --- |
| 2019 | Angelika Mlinar | 19,369 | 4 / 100 | 7è   | 0 / 8  | Nou |